# Ridge Racer 2
Ridge Racer 2 (リッジレーサー2?, Rijji Rēsā Tsu) è un videogioco arcade del 1994. Seguito del simulatore di guida Namco Ridge Racer, il gioco presenta una modalità multigiocatore.
Ridge Racer 2 condivide la colonna sonora con il videogioco Ridge Racer Revolution, pubblicato nel 1995 per PlayStation. Un videogioco omonimo è stato distribuito nel 2006 per PlayStation Portable.